# Olympus Trip 35
A Olympus Trip 35 é uma câmera fotográfica compacta de 35 milímetros, fabricada pela Olympus . Foi introduzida no mercado em 1967 e descontinuada, depois de um longo ciclo de produção, em 1984. O nome "Trip" foi uma referência ao mercado pretendido - pessoas que queriam uma câmera compacta e funcional para as férias. Durante a década de 1970, foi objeto de uma campanha publicitária que contou com populares fotógrafo britânico David Bailey . Mais de 10 milhões de unidades foram vendidas.
A Trip 35 foi um modelo point and shoot, com um fotômetro de selênio, movido a energia solar, com apenas duas velocidades do obturador. No modo "A", a câmera funciona como um programa automático, podendo escolher entre 1/40º seg. ou 1/200º seg. A câmera também pode sincronizar com o flash, e tem uma série de ajustes de abertura, a partir de f2.8 à f22. No modo de sincronia com o flash o obturador é fixado em 1/40. Possui um simples ajuste de de quatro posições fixas de zona de foco, e ajuste de ISO de 25-400. A câmera não tem outros controles fotográficos. A sua lente é uma Zuiko f/2.8 40 milímetros, com quatro elementos em três grupos.
A câmera tem uma faixa ISO de "apenas" 25-400, mas isso era aceitável na época, pois filmes mais rápidos do que 400 eram incomuns e a imagem era de baixa qualidade. ISO 25 permitida o uso do filme Kodachrome, enquanto ISO 400 permitida o uso do filme Tri-X.
O uso de uma fotocélula de selênio para selecionar as velocidades de obturação e abertura permitiu a amadores usar a câmera na forma "point & shoot", com bons resultados obtidos na maioria das vezes. Nenhuma bateria foi necessária para alimentar a câmera, uma consideração importante quando se viajava a lugares onde as baterias poderiam não estar disponíveis.
A falta de mais de duas velocidades do obturador não foi um problema. Em 1/200 e f: 22 com ISO 400, a câmera poderia entregar exposição correta em plena luz solar, enquanto que a 1/40 e f: 2.8, obtinha-se a exposição correta sob luz fluorescente brilhante, sem flash.